# John Emerson
John Emerson właśc. Clifton Paden (ur. 29 maja 1874 w Sandusky w stanie Ohio,  zm. 7 marca 1956) – amerykański aktor, scenarzysta, reżyser i producent filmowy.

## Filmografia
aktor
- 1914: Konspiracja jako Winthrop Clavering
- 1915: The Bachelor's Romance jako David Holmes
- 1926: Dama kameliowa jako Hrabia de Varville

reżyser
- 1915: Old Heidelberg
- 1916: Americano
- 1918: Żegnaj, Bill
- 1922: Polly of the Follies

producent
- 1918: Come On In
- 1920: Niebezpieczny interes
- 1922: Red Hot Romance
- 1937: Mama Steps Out

scenarzysta
- 1912: Geronimo's Last Raid
- 1916: Makbet
- 1918: Żegnaj, Bill
- 1922: Red Hot Romance
- 1934: Dziewczyna z Missouri